# Sport-Club Tasmania von 1900 Berlin
Lo Sport-Club Tasmania von 1900 Berlin e.V., abbreviato in Tasmania Berlino, è una società calcistica tedesca, con sede a Berlino nel quartiere di Neukölln.

## Storia
Fondata nel 1900 da esuli dell'isola oceanica della Tasmania, trasferitisi nella capitale tedesca per motivi di lavoro, col nome di "Rixdorfer TuFC Tasmania 1900", nel 1912 venne ridenominata "Neuköllner SC Tasmania". Nel dopoguerra venne ribattezzata "SG Neukölln-Mitte", per assumere poi il nome attuale nel 1949.
Nel 1962/63 viene selezionata per partecipare alla Coppa delle Fiere dove incontra la selezione di Utrecht. 
La squadra partecipa ai campionati minori e poi all'Oberliga (quando ancora non esisteva il girone unico di prima divisione, la Bundesliga). 
Nel 1964/65 partecipa alla Regionalliga e a fine stagione si trova "catapultata" in Bundesliga a seguito al declassamento dell'Hertha Berlino e al vincolo federale che stabiliva la presenza di una squadra di Berlino Ovest nel massimo livello del campionato tedesco.
Il Tasmania Berlino acquisì nel corso della stagione notorietà per via dei numerosi record negativi stabiliti, alcuni di essi tuttora imbattuti.
La società in seguito accumulò diversi debiti dovuti ai tentativi di risalire in Bundesliga, fino a dichiarare bancarotta nel 1973. Nel 2000 venne fondato un club calcistico che ne raccoglie l'eredità, chiamato "SV Tasmania Berlin", il quale milita nelle serie minori.

## Statistiche
Le statistiche sono riferite alla Bundesliga.
- Minor punti conquistati in una stagione: 8 (2 punti a vittoria)
- Minor numero di vittorie in una stagione: 2 (ex-æquo col Wuppertaler Sport-Verein nel campionato 1974–1975)
- Maggior numero di sconfitte in una stagione: 28
- Unica squadra della Bundesliga a non aver mai vinto in trasferta
- La più lunga serie di incontri senza vittorie: 31 partite (14 agosto 1965 – 21 maggio 1966)
- Maggior numero di sconfitte in casa in una stagione: 12
- Maggior numero di sconfitte consecutive in casa: 8 (28 agosto 1965 – 8 dicembre 1965) ex-æquo con Hansa Rostock nel campionato 2004–2005
- Maggior numero di sconfitte consecutive: 10, ex-æquo con Arminia Bielefeld nel campionato 1999–2000
- Peggior differenza reti: -93 (15 segnate, 108 subite)
- Maggior sconfitta casalinga: 0–9 contro MSV Duisburg, il 26 marzo 1966.
- Fino al 1993, il maggior numero di minuti giocati senza segnare gol: 831 minuti (2 ottobre 1965 – 11 dicembre 1965), superato in seguito dal FC Saarbrücken e dal FC Köln
- Minor numero di spettatori per singolo incontro: 827 spettatori (per comprendere, il loro primo incontro in quella stagione[non chiaro] aveva attirato 81500 persone ed il secondo 70000)

## Palmarès

### Competizioni nazionali
- Fußball-Regionalliga: 2

1963-1964 (Regionalliga Berlino), 1970-1971 (Regionalliga Berlino)
- Oberliga Berlin: 3

1958-1959, 1959-1960, 1961-1962

### Altri piazzamenti
- Coppa di Germania:

Semifinalista: 1957-1958
- Oberliga Berlin:

Secondo posto: 1960-1961, 1962-1963